# Île Calve
L'île Calve est une île inhabitée du Royaume-Uni située en Écosse, dans les Hébrides extérieures.